# Ignacy Strzemiński
Ignacy Teodor Strzemiński (ur. 18 kwietnia 1896 w Wilnie, zm. 1940 w Kijowie) – polski samorządowiec, ofiara zbrodni katyńskiej.

## Życiorys

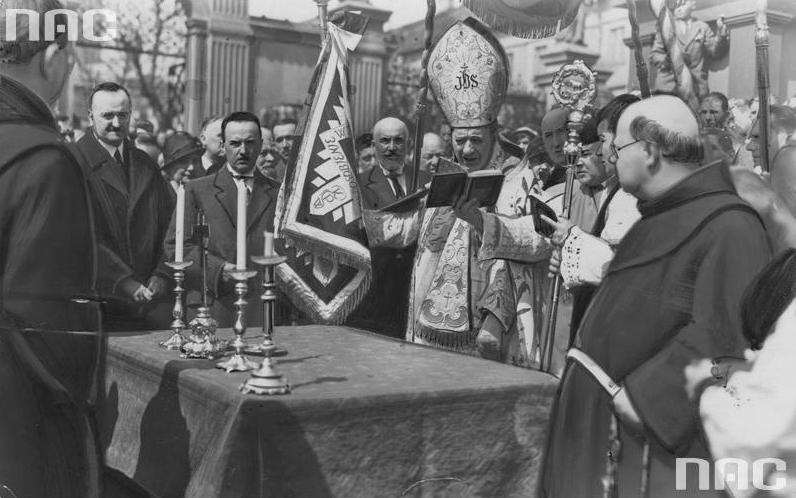
Poświęcenie sztandaru związkowego Kolejowego Przysposobienia Wojskowego w Piotrkowie Trybunalskim (1932). W uroczystości uczestniczyli: biskup łódzki Wincenty Tymieniecki oraz wiceminister komunikacji inż. Józef Gallot i starosta Ignacy Strzemiński

Urodził się 18 kwietnia 1896 jako syn Ignacego Bazylego (1857-1907, lekarz okulista w Wilnie) i Katarzyny z domu Serwatowicz (1857-1917).
Od grudnia 1927 do sierpnia 1929 pełnił funkcję starosty grodzkiego powiatu łódzkiego, od 21 sierpnia 1929 do czerwca 1938 starosty powiatu piotrkowskiego, od września 1938 wicewojewody województwa wołyńskiego w Łucku do 1939.
Po wybuchu II wojny światowej wojewoda wołyński Aleksander Hauke-Nowak miał nie poinformować swoich współpracowników o agresji ZSRR na Polskę z 17 września 1939 i sam opuścił urząd; po tym Ignacy Strzemiński postępując jako lojalny urzędnik udał się z Krzemieńca do Łucka, a podczas podróży został aresztowany przez funkcjonariuszy NKWD 24 września 1939 w rejonie Dubna. Na wiosnę 1940 został zamordowany przez NKWD w Bykowni. Jego nazwisko znalazło się na tzw. Ukraińskiej Liście Katyńskiej opublikowanej w 1994 (został wymieniony na liście wywózkowej 57/1-62 oznaczony numerem 2848). Został pochowany na otwartym w 2012 Polskim Cmentarzu Wojennym w Kijowie-Bykowni.